# Туриченко Кирило Євгенович
Кири́ло Євге́нович Туриче́нко (13 січня 1983, Одеса) — український та російський музикант, співак і актор, соліст російського попгурту «Иванушки International».

## Біографія
Народився 13 січня 1983 року в Одесі.
У 1989—1997 роках навчався в одеській середній школі № 82, а в 1997—2000 роках — в спеціалізованому театральному класі одеської середньої школи № 37 під керівництвом Ольги Сергіївни Кашневої.
У 1997 році закінчив музичну школу по класу фортепіано, а у 2004 році — музично-педагогічний факультет Південноукраїнського державного педагогічного університету ім. К. Д. Ушинського.

## Творчість
З дитинства займався в одеській музичній шоу-групі «Зоряний час», яка брала участь у багатьох фестивалях і конкурсах. У 1994 році брав участь у популярному телевізійному конкурсі «Ранкова зірка», «Маленькі зірочки» і «5 + 20».
1995 року як учасник «Зоряної години» він зіграв головну роль в мюзиклі «Чарівна лампа Аладдіна». Згодом став солістом вокального квартету «КА2Ю», створеного художньою керівницею шоу-групи Світланою Вітряк. На другому всеукраїнському фестивалі «Чорноморські ігри» в 1999 році квартет завоював I премію. В підсумку музиканти отримали можливість виступати на фестивалі «Таврійські ігри». У складі «КА2Ю» виступав у клубах Одеси, де концерти мали успіх.
У 2005 році серед декількох тисяч претендентів отримав роль у московській постановці мюзиклу Ендрю Ллойда Веббера «Cats». У цьому ж році брав участь у відбіркових конкурсах «Народний артист», «Нова хвиля» і «5 зірок». Тоді ж отримав пропозицію стати другим учасником групи «Smash», після відходу з групи Сергія Лазарєва. 2006 року був учасником національного відбору України на Євробачення. Туриченко посів на відборі друге місце, поступившись Тіні Кароль.
У 2011 році взяв участь у реаліті-шоу телеканалу ICTV «Останній герой», ставши в результаті фіналістом проекту. На початку 2012 року став учасником головного вокального шоу України «Голос країни. Нова історія» на телевізійному каналі 1+1. З квітня 2013 року – учасник колективу «Иванушки International»; замінив Олега Яковлєва, який розпочав сольну кар'єру.
З 2024 року —  один із ведучих фестивалю «Дитяча нова хвиля», що проходить в окупованому російськими військами Криму.

## Нагороди
- 1994 — конкурси «Ранкова Зірка», «Маленькі Зірочки», «5+20»
- 1999 — I премія фестивалю «Чорноморські Ігри»
- 2004 — лауреат Міжнародного Конкурсу Артистів Оперети
- 2004 — володар одеської премії «Людина Року» в номінації «Відкриття Року»
- 2006 — відбірковий тур для участі в «Євробаченні 2006», II місце[4]
- 2009 — номінація «Відкриття року» в рамках фестивалю «Таврійські ігри»
- 2009 — володар премії «За вагомий внесок в театральне життя міста»
- 2011 — володар премії «Кумир Року»
- 2011 — володар премії «Альбом Року»
- 2011 — фіналіст телепроєкту «Останній герой» (Україна)